# Hungaroton
Hungaroton ist ein ungarisches Musiklabel. Es wurde 1951 zunächst unter dem Namen „Qualiton“ als Staatsunternehmen gegründet und hatte in dieser Form bis zum Ende des Ostblocks das Monopol bei der Plattenproduktion in Ungarn, ähnlich anderen Unternehmen wie zum Beispiel VEB Deutsche Schallplatten (DDR) und Melodija (Sowjetunion).
Der Fokus von Hungaroton liegt von jeher auf klassischer und Unterhaltungsmusik. Während der Zeit als Staatsunternehmen entstanden mehr als 10.000 Aufnahmen, die seit Mitte der 1960er Jahre vermehrt exportiert wurden. Noch in jenem Jahrzehnt folgte die Namensänderung auf Hungaroton und die Schaffung der Sublabels Bravó, Krém und Pepita für den Bereich der Unterhaltungsmusik.
Der politische Umbruch Ende der 1980er Jahre kostete das Label beinahe die Existenz. Das ursprüngliche Unternehmen wurde abgewickelt, die Aktivitäten wurden jedoch in anderer Form fortgesetzt. Seit 1992 erschienen unter dem Label Hungaroton Gong Aufnahmen aus der Unterhaltungsmusik, während seit 1993 bei Hungaroton Classic Aufnahmen aus dem Bereich der Klassik, Literatur und anderes herauskamen. 1995 folgte die Privatisierung. Da der ungarische Staat jedoch die Kontrolle über das Archiv aus der Ostblockzeit behalten wollte, blieb er mittels einer Goldenen Aktie tonangebender Anteilshalter am separaten Unternehmen Hungaroton Music beteiligt.
1998 wurden Hungaroton Gong und Hungaroton Classic zu dem heutigen Unternehmen Hungaroton Records verschmolzen. Auch heute noch liegt der Schwerpunkt auf klassischen Aufnahmen, ein kleiner Teil der jährlichen Veröffentlichungen besteht auch aus Wiederveröffentlichungen.
Der aktuelle Katalog zeigt die Musik, das Spiel, die Stimme und die Werke fast aller wichtigen Künstler der letzten 70 Jahre. Hungaroton strebt danach, die Musik der nächsten Generation großer ungarischer Künstler aufzunehmen, die trotz ihres jungen Alters bereits internationalen Ruhm erlangt haben. Von Zeit zu Zeit werden jedoch auch die eigenen, legendären Aufnahmen und Schätze, neueren Generationen von Musikhörern durch Neuerscheinungen und moderne Plattformen vorgestellt.